# Guillaume Florent
Guillaume Florent, né le 13 octobre 1973 à Dunkerque (France), est un marin français qui a gagné une médaille de bronze en catégorie Finn aux Jeux olympiques de Pékin. Il a 3 Jeux Olympiques à son actif, 2 en Finn et 1 en Laser (bateau).
Il a également participé à la 32e Coupe de l'America en tant que navigateur du défi chinois. En 2024, pour l'ouverture des Jeux Olympiques de Paris, il fait partie de l'équipe de conception de Zeus, le cheval d'argent, et guide la cavalière sur la Seine le soir de la cérémonie.

## Carrière

### Débuts
Guillaume apprend la voile dans le chenal de l'Aa à Grand-Fort-Philippe.
Il pratique la voile dès l'âge de 5 ans et commence la compétition à l'âge de 11 ans en Optimist. Après 2 ans en Moth Europe, il passe au Laser, série dont il sera 4 fois champion de France (1991, 1993, 1997, 2001).

### Les Jeux olympiques
En 1996, Guillaume Florent se sélectionne pour les Jeux Olympiques d'Atlanta en Laser, en battant le vice-champion du Monde en titre. Après une mise entre parenthèses de plusieurs années de sa carrière sportive, il reprend la compétition en 2002 en Finn et se qualifie pour les Jeux olympiques de 2004 à Athènes où il termine 8e. Malgré une préparation écourtée par la Coupe de l'America, il obtient la médaille de bronze à Qingdao lors des Jeux olympiques de 2008, trente-six ans après la dernière médaille française dans cette épreuve.

### La Coupe de l'America
En 2006 et 2007, il participe à la Coupe de l'America. Il est spécialiste de l'électronique embarquée et navigateur à bord du premier Class America chinois.

## Palmarès

### Jeux olympiques
- Jeux olympiques de 2008 à Pékin (Chine) :
  -  Médaille de bronze en Finn
- 8e en Finn aux Jeux olympiques d'été de 2004 à Athènes
- 15e en Laser (bateau) aux Jeux olympiques d'été de 1996 à Atlanta

### Championnat d'Europe
- Championnat d'Europe 2008 à Scarlino (Italie) :
  -  Médaille de bronze en Finn
- Championnat d'Europe 2006 à Palamós (Espagne) :
  -  Médaille d'argent en Finn
- Championnat d'Europe 2004 à La Rochelle (France) :
  -  Médaille de bronze en Finn

### Autre(s) Victoire(s)
- Bacardi Cup 2011 Miami (États-Unis) :
  - Vainqueur sur 93 équipages

## Autres activités
Guillaume Florent est diplômé de l'INSA Lyon en physique des matériaux. Il est développeur informatique et ingénieur naval de profession et a contribué à des projets Open Source.[réf. nécessaire] Guillaume Florent était soutenu par Pantaenius, assureur de yachts, lors de ses 3 dernières campagnes olympiques.
Pendant les Élections municipales de 2014, il s'engage au côté de Patrice Vergriete, à la suite de la victoire de celui-ci face à Michel Delebarre, il devient adjoint au maire de Dunkerque, chargé du sport et conseiller communautaire de Dunkerque Grand Littoral.